# Elies Plana
Elias Plana (Olot, 31 de maig de 1977) és un dissenyador gràfic, impressor bibliòfil català.
Fill del pintor, dibuixant, gravador i editor Miquel Plana. Va estudiar Belles Arts i es va incorporar a treballar al taller familiar com a dissenyador gràfic, gravador i impressor. Els seus treballs de bibliofília són presents en col·leccions internacionals com el Victoria & Albert Museum de Londres, el Museum Meermanno a la Haia, la Columbia University o la Stanford i Bancroft de Califòrnia.
El 2023 va dissenyar el cartell de les Festes del Tura d'Olot.